# Вудланд Милс (Тенеси)
Вудланд Милс (енгл. Woodland Mills) град је у америчкој савезној држави Тенеси.

## Демографија
По попису из 2010. године број становника је 378, што је 82 (27,7%) становника више него 2000. године.
| Група             | 2000.       | 2010.       |
| Белци             | 267 (90,2%) | 337 (89,2%) |
| Афроамериканци    | 23 (7,8%)   | 25 (6,6%)   |
| Азијати           | 1 (0,3%)    | 0 (0,0%)    |
| Хиспаноамериканци | 3 (1,0%)    | 14 (3,7%)   |
| Укупно            | 296         | 378         |